# Церква Св. Юра (Верхнє Синьовидне)
Церква Св. Юрія у селі Верхнє Синьовидне — унікальна пам'ятка, що відома багатою історією. Історичні джерела вказують на те, що на місці церкви св. Юра коли існував монастир св. Богородиці. Ймовірно, остаточно цей храм зруйнував польський шляхтич у 1597 році. На місці монастиря місцеві жителі збудували церкву і назвали її іменем св. Юрія. Їі детально описав у монографії «Українські дерев’яні церкви» мистецтвознавець М. Драган.

## Опис
На думку вченого, церква Юри за планом забудови належить до ранніх храмів, відомих ще за часів Руси. Існує припущення, що ця споруда нагадувала архітектуру славнозвісного храму св. Богородиці. У зв’язку з аварійним станом церкву св. Юрія було розібрано у 1938 році, а на тому місці споруджено нову і освячено 4 липня 1943 року. За архітектурним планом, зовнішнім виглядом вона схожа на свою попередницю, але не є точною копією. Нову церкву-каплицю, яка  призначалась для похоронних обрядів, назвали іменем св. Богородиці. Дзвіниця з XVIII ст. відновлена, але не у своєму первісному вигляді. За словами місцевих жителів, в селі знаходилась ще одна стара церква на площі, яка до 40-х рр. ХХ ст. називалась «Цвинтар». До початку другої світової війни збереглися кілька кам’яних надгробків. У 1860-70 рр. від удару блискавки церква згоріла, і громада вирішила на тому ж місці збудувати мурований храм. Було завезено цеглу, інший будівельний матеріал, але у зв’язку з тим, що в 1880 р. розпочато будівництво нової шосейної дороги, вирішили будувати церкву біля тракту. З цією метою обміняли ділянку землі у Тимка Турчина і в 1882 році розпочали будівництво нової великої мурованої церкви, найбільшої в околицях. Її освячення відбулося 19 січня 1886 року. На перший погляд, вона схожа на латинський костел, але насправді архітектура запозичена із Закарпаття.